# Josef Karel Šlejhar
Josef Karel Šlejhar (17. října 1864 Stará Paka – 3. září 1914 Královské Vinohrady) byl český naturalistický spisovatel.

## Životopis

### Mládí

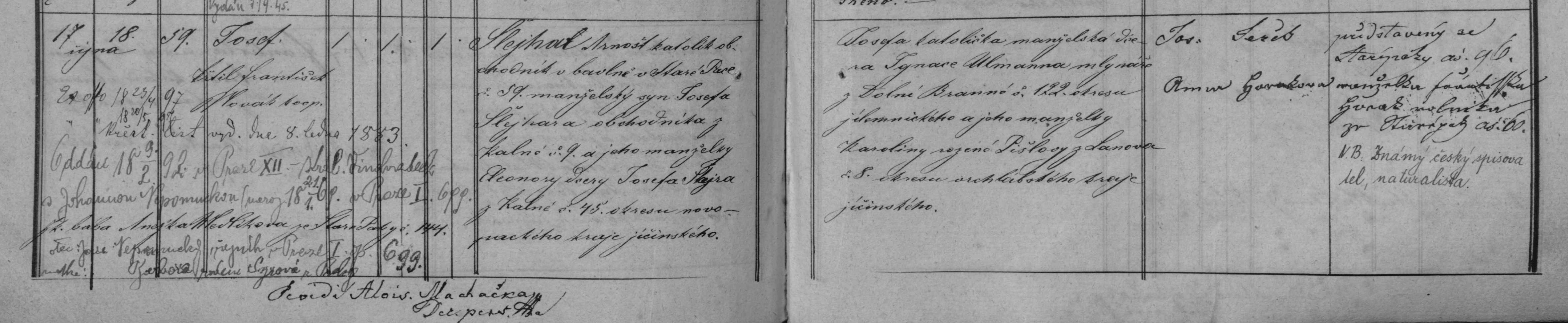
Josef Karel Šlejhar, matriční záznam o narození a křtu

Josef Karel Šlejhar se narodil jako nejstarší ze čtyř dětí. Jeho otec Arnošt Šlejhar byl obchodník s bavlnou, matka Josefa, rozená Ulmannová.  
Pro neshody mezi rodiči byl vychováván babičkou Karolinou Ulmannovou, mlynářkou v Dolní Branné u Vrchlabí. V letech 1877 až 1881 vystudoval reálku v Pardubicích. Po třech letech studia chemie na pražské technice studia pro nemoc zanechal. Vystřídal mnoho zaměstnání, pracoval jako technický úředník v cukrovaru, byl sedlákem na zděděném statku v Dolní Kalné. Měl celý život existenční i rodinné problémy.

### Manželství

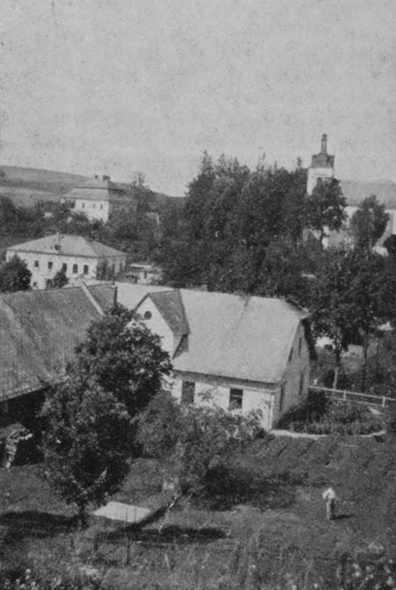
Dolní Kalná, bývalý statek J. K. Šlejhara, 1931

Dne 9. února 1892 se ve vinohradském kostele sv. Ludmily oženil s Johannou Nepomuckou (* 1869), dcerou vinohradského řezníka Františka Nepomuckého. Rodina Josefa Karla Šlejhara bydlela na pražských Vinohradech, kde se jim roku 1893 narodila dcera Johanna, v letech 1894 a 1896 synové Josef a Arnošt. Celkem se manželům narodilo sedm dětí, ze kterých přežily jen tři.
Roku 1892 se Šlejharovi odstěhovali k rodičům do Staré Paky. Šlejharova povídka, uveřejněná v Květech v březnu 1893 a nazvaná Sezima, vyvolala kritickou reakci novopackých občanů. Ti zveřejnili v Národních listech otevřený dopis Šlejharovi, ve kterém se vůči jeho popisům místních občanů ohrazují a spisovatele nazývají "nedoukem" a o práci samotné píší, že "...je výpotkem chorého mozku a výmyslem šílence..."
Po konfliktu v Nové Pace se rodina v roce 1895 usídlila na statku v Dolní Kalné, který Josef Karel Šlejhar zdědil po dědečkovi z otcovy strany. Hospodaření se ztrátami a silné rozpory mezi manželi vedly k rozpadu manželství, rozvodu (na jaře 1901) a Šlejharově odchodu ze statku.
Dolní Kalná je nejen místem, kde Josef Karel Šlejhar hospodařil a kde došlo k rozpadu jeho manželství. Obec inspirovala jeho dílo, zejména romány Lípa a Vraždění.

### Po rozvodu
Od roku 1901 až do své smrti byl Josef Karel Šlejhar učitelem na obchodních školách v Hradci Králové, Kolíně a od roku 1906 v Praze. V roce 1908 byl Josef Karel Šlejhar opět policejně přihlášen na Vinohradech, už jako rozvedený. V roce 1911 žil, podle policejní přihlášky, ve společné domácnosti se svými třemi dětmi.
V Praze se znovu oženil, sňatek však byl podle tehdejší legislativy neplatný. Jeho syn Karel Uhlíř (1909–1987), pozdější brněnský lékař, proto nesl jméno své matky, Marie Uhlířové, a otec není vůbec v matrice uveden. Poslední bydliště měl Josef Karel Šlejhar na Vinohradech, v dnešní Dykově ulici. Zemřel v nemocnici na Královských Vinohradech na rakovinu žaludku a byl pohřben na pražském Vinohradském hřbitově.

## Dílo
Jeho dílo je charakteristické hlubokým pesimismem, čtenáře se snaží šokovat děsivými detaily. Postavy v jeho dílech jsou lidskou zlobou nebo vnějšími okolnostmi tlačeny do tragických konfliktů, kde je smrt často jediným východiskem. Nejčastěji píše o životě na vesnici, která je v jeho díle líčena v těch nejhorších barvách.

### Publikace v časopisech
Své práce publikoval Josef Karel Šlejhar v řadě časopisů (často na pokračování) jako Světozor (např. Ptáče v r. 1886), Květy, Zlatá Praha a dalších.

### Výčet knižně vydaných prací
- Dojmy z přírody a společnosti (1894) sbírka naturalistických povídek. Lidé a zvířata, postavení do předurčených, bezvýchodných situací, se v zoufalé snaze přežít dostávají do konfliktů, kde si navzájem ubližují. Kulisou je příroda, jejímuž líčení se věnuje mnoho prostoru.
- Co Život Opomíjí (1895), povídková sbírka
- Zátiší (1898), povídková sbírka
- Kuře melancholik – vydáno roku 1889. Povídka o týraném dítěti-sirotkovi a jeho kuřeti; velmi detailní popisy. Podle povídky byl natočen stejnojmenný film.
- Ukolébavka – o služce Frantině, která je po celý život týrána, okrádána a vyháněna a nakonec až vyhnána na dlažbu ulice
- V zášeří krbu (1899), o nevydařeném rodinném životě slabocha s hysterickou manželkou (autobiografické rysy)
- Temno (1902)
- Peklo (1905) román, naturalisticky popisuje vzplanutí vášnivé lásky mezi úředníkem a pracovnicí cukrovaru. Cukrovar za dramatických okolností shoří při požáru. Inspirováno pobytem v Pečkách.
- Od nás (1907), povídková sbírka (Sirotek, Nekřtěňátko).
- Povídka z výčepu (1908), novela
- Lípa (1908), román. Mladý sedlák necitlivě modernizuje hospodářství a snaží se porazit památnou lípu na hranicích svého pozemku. Spisovatel, ústy souseda, vyjadřuje svůj odpor k veškerému pokroku (včetně zemědělského školství) a úctu k tradičnímu venkovskému životu.
- Předtuchy (1909)
- Z chmurných obzorů (1910), povídková sbírka
- Z Prahy (1910) sbírka naturalistických povídek, zaměřená na zlo a konflikty velkoměstského života
- Maloměstská idylla (1910)
- Zátoka smrti (1910)
- Vraždění (1910) román bez jasné dějové linie, popisující život na vesnici, kde si lidé navzájem znepříjemňují život a není spravedlnosti
- Cvrček mého krbu - vydáno posmrtně roku 2017 v nakladatelství Akropolis

## Posmrtné připomínky
- Ulice Šlejharova je v Nové Pace a Ostravě
- Pamětní deska je v Nové Pace, na místě, kde stával Šlejharův rodný dům (spolu s připomínkou Jindřicha Niederle)[14]

## Zajímavost
Nešťastný osud měli i příbuzní Josefa Karla Šlejhara a s ním spojená rodina Nepomuckých (rodné příjmení první manželky Johanny). Bratr Arnošt Šlejhar (1868–1902) se oženil se sestrou Johanny, Marií Nepomuckou (*1875), a měl s ní syna Ottu. Na jeho majetek, tkalcovnu v Buřanech, byl roku 1897 prohlášen konkurs. Otto Šlejhar, studující a c.k. vojín, zahynul v roce 1917 (ve dvaceti letech) sebevraždou opiem. Šlejharova vdova Johanna dožila v novopackém chudobinci.
Ze Šlejharovy pozůstalosti zbylo jen pár dokumentů, protože syn si přál být pohřben s jeho věcmi a tak se také stalo.